# Lee Su-jung
Lee Su-jung (koreanisch 이수정; * 15. Februar 1993) ist eine südkoreanische Leichtathletin, die sich auf das Kugelstoßen spezialisiert hat.

## Sportliche Laufbahn
Erste internationale Erfahrungen sammelte Lee Su-jung im Jahr 2017, als sie bei den Asian Indoor & Martial Arts Games in Aşgabat mit einer Weite von 15,54 m die Bronzemedaille im Kugelstoßen hinter der Chinesin Bian Ka und Yelena Smolyanova aus Usbekistan gewann. 2023 sicherte sie sich dann bei den Hallenasienmeisterschaften in Astana mit 16,45 m die Silbermedaille hinter ihrer Landsfrau Jeong Yu-sun. Ende September belegte sie bei den Asienspielen in Hangzhou mit 16,21 m den sechsten Platz. 2025 belegte sie bei den Asienmeisterschaften in Gumi mit 15,70 m den siebten Platz. 
In den Jahren 2015 und 2016 sowie 2020 und 2022 wurde Lee südkoreanische Meisterin im Kugelstoßen.